# Krzysztof Jonkisz
Krzysztof Jonkisz (ur. 9 marca 1947 w Bielsku-Białej) – polski samorządowiec, przedsiębiorca i inżynier mechanik, w latach 1990–1994 prezydent Bielska-Białej.

## Życiorys
Urodził się 9 marca 1947 w Bielsku-Białej. Jest synem Stanisława Jonkisza, ekonomisty, absolwenta Szkoły Głównej Handlowej w Warszawie.
Absolwent III Liceum Ogólnokształcącego im. Stefana Żeromskiego w Bielsku-Białej oraz Państwowej Szkoły Technicznej. Później ukończył studia z budowy maszyn w filii Politechniki Łódzkiej w Bielsku-Białej, specjalizując się w budowie maszyn włókienniczych. Pracował w Bielskiej Fabryce Maszyn Włókienniczych Befama oraz Ośrodku Badawczo-Rozwojowym Befamatex, awansując od montera do zastępcy głównego konstruktora. Od lat 80. działał w bielskim Klubie Inteligencji Katolickiej, będąc m.in. jego skarbnikiem; należał także do Biskupiego Komitetu Pomocy Uwięzionym i Internowanym w Bielsku-Białej.
W 1984 uzyskał Nagrodę Państwową II Stopnia w dziedzinie techniki za udział w opracowaniu nowej metody produkcji przędzy z taśmy zgrzeblarkowej wraz z urządzeniami do jej stosowania z zespołem konstruktorów OBR Befamatex.
Został członkiem Komitetu Obywatelskiego „Solidarność”, później związany z lokalnym ugrupowaniem Koalicja Samorządowa. W 1990, 1994 i 1998 wybierany do rady miejskiej Bielska-Białej. Od 11 czerwca 1990 do 7 lipca 1994 sprawował funkcję prezydenta Bielska-Białej, następnie do 1995 zasiadał w zarządzie miasta.
Od 1990 współpracował z Fundacją Zapobiegania i Resocjalizacji Uzależnień „Nadzieja” w Bielsku-Białej, zajmującej się terapią uzależnień młodzieży, dwukrotnie jako przewodniczący zarządu, a później jako członek i przewodniczący rady fundacji.

## Życie prywatne
Żonaty, ma czworo dzieci.

## Odznaczenia
- Medal 100-lecia Odzyskania Niepodległości[8]
- Medal „Za zasługi dla obronności kraju”
- Krzyż Semper Fidelis
- Medal „Za Zasługi dla Ligi Obrony Kraju”
- Państwowa Nagroda Naukowa II Stopnia
- Medal „Santa Cruz de Triana”